# Resolutie 568 Veiligheidsraad Verenigde Naties
Resolutie 568 van de Veiligheidsraad van de Verenigde Naties werd unaniem aangenomen op 21 juni 1985.

## Achtergrond
Na de Tweede Wereldoorlog werd in Zuid-Afrika de apartheid ingevoerd, waardoor blank en zwart in het land volledig gescheiden moesten leven. Hier kwam bij dat de eerstgenoemde groep voorgetrokken werd. Tegen het systeem rees veel protest in binnen- en buitenland, onder meer van het ANC,waartoe ook Nelson Mandela behoorde. De tegenstanders werden hard aangepakt en gestraft. Een deel van hen vluchtte daarom het land uit, onder meer naar buurland Botswana, waar ze werden opgevangen en politiek asiel kregen.
Zuid-Afrika beschuldigde Botswana ervan opstandelingen te steunen die terreurdaden pleegden tegen Zuid-Afrika, wat door Botswana werd ontkend. Op 14 juni 1985 vielen Zuid-Afrikaanse commando's de Botswaanse hoofdstad Gaborone aan. Tot 1988 schond Zuid-Afrika meermaals de grens met Botswana.

## Inhoud
De Veiligheidsraad:
- Neemt akte van de brief van Botswana en de verklaring van de Botswaanse minister van Buitenlandse Zaken over de agressie van Zuid-Afrika tegen Botswana.
- Is geschokt en verontwaardigd over de doden, de gewonden en de grote schade.
- Bevestigt de dringende nood om de territoriale integriteit van Botswana veilig te stellen en de vrede in zuidelijk Afrika te bewaren.
- Herbevestigt dat geen land bedreiging of geweld mag gebruiken tegen de soevereiniteit en territoriale integriteit van een ander land.
- Is erg bezorgd over het geweld van het racistische regime (Zuid-Afrika) tegen de weerloze en vredelievende natie Botswana.
- Is erg bezorgd dat dergelijke actie de reeds ernstige situatie in zuidelijk Afrika kan verergeren.
- Denkt eraan dat de actie één in een reeks provocaties door Zuid-Afrika tegen Botswana is en dat het racistische regime heeft aangegeven deze te vervolgen.
- Prijst Botswana voor het weergaloos naleven van de conventies over vluchtelingen en staatlozen en de opoffering die het doet om slachtoffers van apartheid asiel te blijven geven.

1. Veroordeelt de Zuid-Afrikaanse aanval op de hoofdstad van Botswana als een grove schending van haar territoriale integriteit en nationale soevereiniteit.
2. Veroordeelt verder alle agressie, waaronder moord, chantage, ontvoering en vernieling, door het racistische regime van Zuid-Afrika tegen Botswana.
3. Eist een onmiddellijk en onvoorwaardelijk einde van de agressie tegen Botswana.
4. Beschuldigt en verwerpt de Zuid-Afrikaanse terrorisering en destabilisering van Botswana en andere landen in zuidelijk Afrika.
5. Eist een volledige schadevergoeding aan Botswana.
6. Bevestigt het recht van Botswana om slachtoffers van het apartheidsregime op te vangen.
7. Vraagt de secretaris-generaal om Botswana en de VN-agentschappen te consulteren over maatregelen om de veiligheid, bescherming en welzijn van de vluchtelingen in Botswana te verzekeren.
8. Vraagt de secretaris-generaal een missie naar Botswana te sturen om:
a. De schade in te schatten.
b. Maatregelen voor te stellen om de Botswaanse opvangcapaciteit voor Zuid-Afrikaanse vluchtelingen te versterken.
c. Te bepalen hoeveel hulp Botswana nodig heeft en hierover te rapporteren.
9. Vraagt alle landen, agentschappen en VN-organisaties om Botswana alle nodige hulp te verlenen.
10. Vraagt de secretaris-generaal te situatie in de gaten te houden en te rapporteren wanneer nodig.
11. Besluit om op de hoogte te blijven.

## Verwante resoluties
- Resolutie 566 Veiligheidsraad Verenigde Naties
- Resolutie 567 Veiligheidsraad Verenigde Naties
- Resolutie 569 Veiligheidsraad Verenigde Naties
- Resolutie 571 Veiligheidsraad Verenigde Naties

Lijst ·  560 ·  561 ·  562 ·  563 ·  564 ·  565 ·  566 ·  567 ·  568 ·  569 ·  570 ·  571 ·  572 ·  573 ·  574 ·  575 ·  576 ·  577 ·  578 ·  579 ·  580